# Thymus markhotensis
Thymus markhotensis (чебрець маркотхський) — вид рослин родини глухокропивові (Lamiaceae), поширений у Грузії й кавказькій Росії.

## Опис
Листопадний напівкущик. Висота — до 20 см; утворює густі дерновинки; стовбурці закінчуються плодючими пагонами, безплідні пагони відходять від стовбурів і від кореневища, стебла висхідні, густо запушені до основи довгими відстовбурченими волосками. Листки довгасто-еліптичні, шкірясті на черешках, завдовжки 10–20 мм і шириною до 5 мм, краї довго-війчасті, знизу і зверху густо вкриті довгими волосками, бічні жилки помітні, точкові залозки рясні і добре помітні; пластинки нерівнобокі.
Суцвіття довгасто-головчаті. Чашечка до 4 мм завдовжки, волосиста; віночок рожево-ліловий, сильно волосистий. Плід — горішок

## Поширення
Поширений у Грузії й кавказькій Росії.
Зростає гірсько-степових спільнотах, в томілярах, на кам'янистих схилах.